# Агресія (фільм)
«Агресія» (фр. «L'agression») — французько-італійська кримінальна кінодрама 1975 року, знята режисером Жераром Піресом, з Жаном-Луї Трентіньяном і Катрін Денев у головних ролях.

## Сюжет
Чоловік прагне помститися банді відморозків на мотоциклах, які напали на них однієї ночі, побили його, а потім зґвалтували й вбили його дружину та доньку. Бажання помсти стає метою всього його життя.

## У ролях
- Жан-Луї Трентіньян: Поль Варлен
- Катрін Денев: Сара, невістка Поля
- Клод Брассер: Андре Дюкатель, офіціант у мотелі «Південний»
- Філіпп Бріго: Ескудеро, капітан жандармерії
- Франко Фабріці: Жан-Шарль Соге, власник гаража
- Мішель Грельє: Елен Варлен, дружина Поля
- Дельфіна Боффі: Петті Варлен, дочка Поля
- Мілена Вукотіч: слідчий суддя
- Жак Ріспаль: Рауль Дюмур'є, журналіст
- Жак Кансельє: фотограф
- Роберт Шарлебуа: Жюстін, байкер
- Жак Шайо: байкер
- Тоні Ґатліф: байкер
- Етьєн Шико: байкер
- Даніель Дюваль: байкер
- Леонора Фані: Джозі
- Мішель Делає: зброяр
- Валері Майрес: Наташа, гостя мотелю «Sud»
- Данієль Отей наречений Наташі
- Крістіан Делорм: постоялець мотелю «Південний»
- Жан-Марі Пуаре: співак
- Жан-Жак Моро: поліцейський-рятувальник
- Маріо Сантіні: працівник бензоколонки
- Клод Меркутіо: поліцейський на мотоциклі
- Соня Варей: офіціантка гриль-бару в готелі «Південний»
- Андре Надер: відвідувач мотелю «Південний»
- Луї Дакен: епізод
- Жан Амос: епізод
- П'єр Лондіш: епізод
- Патрік Мессе: епізод
- Якоб Вайцблут: епізод
- Бернар Сурі: епізод
- Ремі Жюльєн: каскадер
- Оділь Астьє: каскадер
- Жан-Клод Андруе: каскадер
- Рене Гілі: мотоцикліст
- Мішель Ружері: мотоцикліст
- Віктор Суссан: мотоцикліст
- Жан-Поль Буане: мотоцикліст
- Жерар Шукрун: мотоцикліст
- Тьєррі Чернен: мотоцикліст
- Жан-Клод Шемарен: мотоцикліст
- Жиль Юссон: мотоцикліст
- Жан-Франсуа Бальде: мотоцикліст
- Жан-Клод Мейян: мотоцикліст
- Ален Террас: мотоцикліст
- П'єр Сулас: мотоцикліст
- Турнер: мотоцикліст
- Гру: мотоцикліст
- Жан Басселін: мотоцикліст

## Знімальна група
- Режисер: Жерар Пірес
- Сценаристи: Жан-Патрік Маншетт, Жерар Пірес
- Оператор: Сільвано Іпполіті
- Композитор: Робер Шарльбуа
- Продюсери: П'єр Бронберже, Ален Пуаре